# La Peña de Bernal

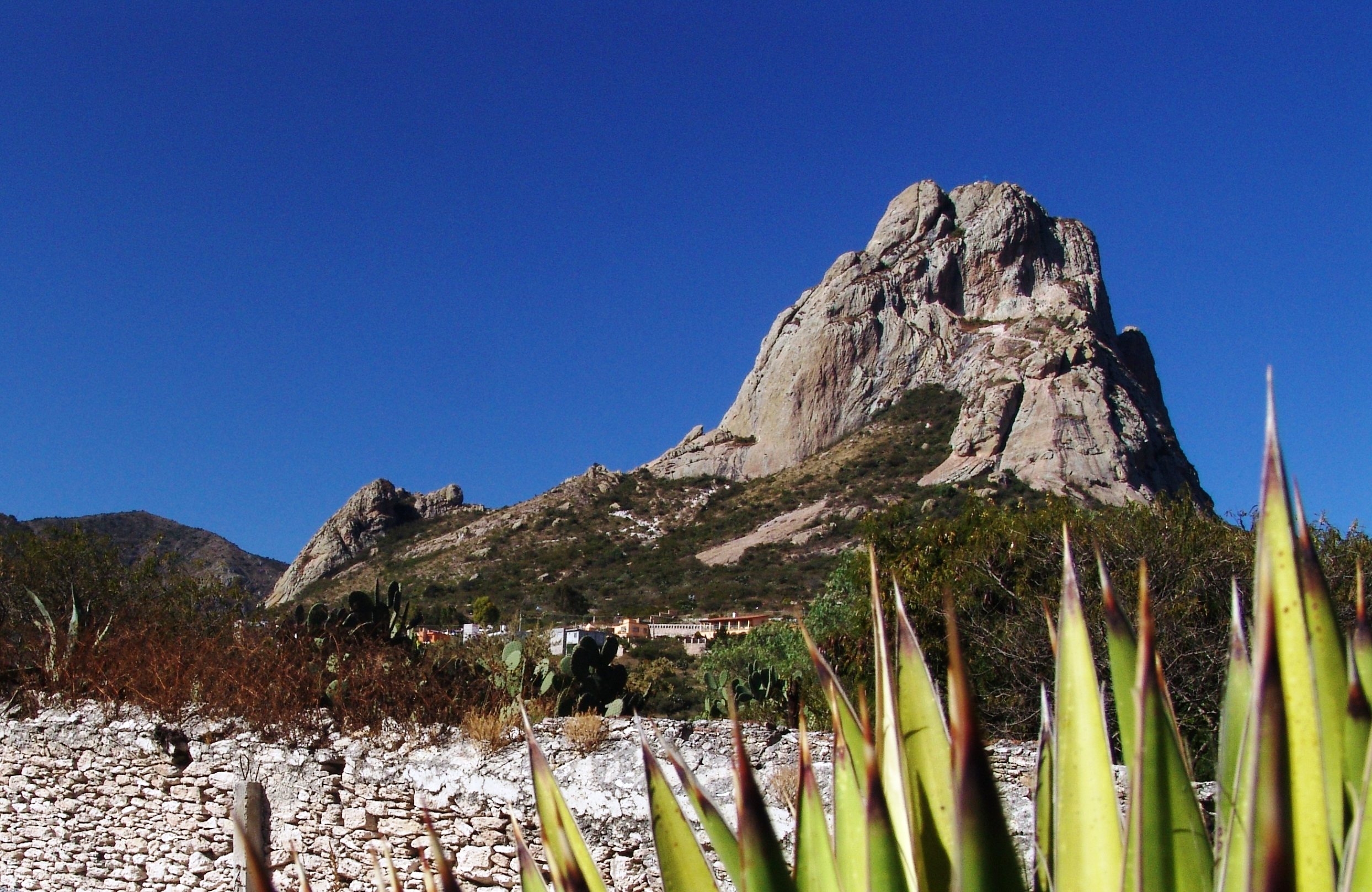
La Peña de Bernal

La Peña de Bernal è considerato il terzo monolito più grande al mondo, dopo il monolite di Gibilterra (Spagna) e il Pan di Zucchero (Rio de Janeiro). Le dimensioni originali sono state stimate ben tre volte maggiori delle attuali e queste si traducono in un peso stimato intorno a 2 milioni di tonnellate.

## Formazione
Si innalza per 433 metri sopra il piccolo paese di Bernal, nello stato di Querétaro (Messico).
Si riteneva che la sua formazione risalisse al periodo Giurassico (65-180 milioni di anni fa). Ma una recente analisi chimica condotta dai ricercatori dell'UNAM, Università Nazionale Autonoma del Messico, ha determinato che è più recente e risale probabilmente a 8,7 milioni di anni fa. È composto da rocce silicee, dure e resistenti, che hanno permesso alla Peña di resistere alla degradazione meteorica e all'erosione per quasi 9 milioni di anni.

## Etimologia
La parola Bernal deriva dalla lingua basca e significa monolite mentre peña significa roccia. La leggenda narra che i soldati dell'esercito spagnolo avvicinandosi al monolite la prima volta esclamarono “este es un bernal como los que existen en el mar o en los valles” , cioè "Questo è un monolite come quelli che si trovano in mare o nelle valli".